# 厄尼·弗莱彻

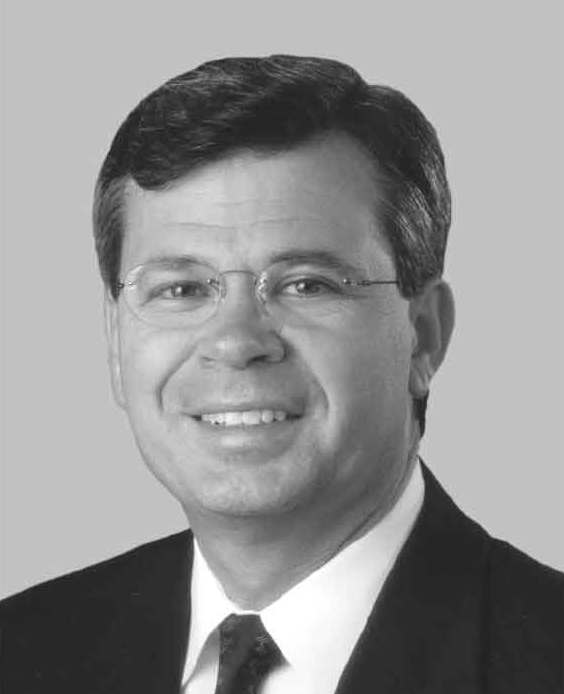

厄尼·弗莱彻（英語：Ernie Fletcher，1952年11月12日—），美国医生、政治人物，共和黨黨員，在1998年時當選美国众议院議員，後來又擔任了兩屆議員，在2003年參選第六十屆肯塔基州州长時宣布辭去議員，當選州长後服務到2007年為止。厄尼·弗莱彻不但是政界人士，也是家庭醫師及浸信會的信徒传道者。厄尼·弗莱彻是繼卢克·P·布莱克本後，第二個當選肯塔基州州长的醫師（第一位是1879年就任的卢克·P·布莱克本）。他曾於美國空軍服役，官至上尉。
厄尼·弗莱彻大學就讀肯塔基大学，畢業後加入美国空军，希望成為太空人. 因為預算縮減，減少了其飛行的時間，他因此離開部隊，就讀醫學，希望以平民的身份參與太空工作。後來由於其視力惡化，他的理想無法實現。他進入私人診所擔任醫師，同時也是浸信會的信徒传道者。厄尼·弗莱彻熱衷於政治，在1994年成為肯塔基州众议院議員，二年後參選美国众议院議員，敗給當時在任的史考蒂·貝勒。後來史考蒂·貝勒辭任众议員，參選眾議員。厄尼·弗莱彻再度代表共和黨參選肯塔基州参议員，打敗了民主黨的埃內斯托·史寇森。厄尼·弗莱彻很快就成為眾議院共和黨內，推動醫療保健法案的領導人物，特別是關於美國病人權利法案。
厄尼·弗莱彻在2003年參選肯塔基州州長，擊敗肯塔基州檢察長本·錢德勒當選州長。在上任初期，透過重組行政機關為州內省下了一些經費。他在2004年提議為州稅法進行大幅改革，但沒有獲得州议会的支持。肯塔基州参议院的共和黨堅持將稅法改革和預算一併處理，結果議會在這兩項都沒有通過的情形下散會了。那年的預算是以厄尼·弗莱彻的草案為準，後來在2005年，稅法改革和預算都通過了。
2005年時，州檢察長格雷格·斯坦博，也是肯塔基州職位最高的民主黨，要調查厄尼·弗莱彻的招聘做法是否違反該州的績效制度。大陪審團針對厄尼·弗莱彻團隊的數名成員提起公訴，後來也包括了厄尼·弗莱彻。厄尼·弗莱彻特赦了所有成員，但沒有針對他自己特赦。後來厄尼·弗莱彻和格雷格·斯坦博達成協議，此調查也終止了，但這影響了厄尼·弗莱彻2007年的州長選舉。厄尼·弗莱彻在黨內初選中勝過了前眾議員安妮·諾瑟普，但在州長選舉中敗給民主黨的史蒂夫·贝希尔。厄尼·弗莱彻在選後回到醫學界，創立Alton Healthcare並擔任CEO。厄尼·弗莱彻已婚，有二個孩子，目前已經成年。